# 克丽丝蒂·乌切贝
克丽丝蒂·奥涅娜图鲁奇·乌切贝（英語：Christy Onyenaturuchi Ucheibe；2000年12月25日—），尼日利亚女子职业足球运动员，司职中场，目前效力于里斯本與本菲卡體育女子足球隊和尼日利亚国家女子足球队。她曾代表尼日利亚参加2024年夏季奥林匹克运动会女子足球比赛。